# Palomeque (Toledo)
Palomeque ist ein Ort und eine zentralspanische Gemeinde (municipio) mit 1.182 Einwohnern (Stand: 2024) in der Provinz Toledo im Norden der Autonomen Gemeinschaft Kastilien-La Mancha. 

## Lage und Klima
Palomeque liegt etwa 38 km (Fahrtstrecke) südsüdwestlich von Madrid und etwa 29 Kilometer nordnordöstlich von Toledo in der historischen Provinz La Mancha in einer Höhe von ca. 610 m. 
Das Klima im Winter ist rau, im Sommer dagegen trocken und warm; der spärliche Regen (ca. 447 mm/Jahr) fällt überwiegend in den Wintermonaten.

## Bevölkerungsentwicklung
| Jahr      | 1970 | 1981 | 1991 | 2001 | 2011 | 2021 |
| Einwohner | 387  | 370  | 413  | 464  | 944  | 1081 |

Trotz der zunehmenden Mechanisierung der Landwirtschaft und der Aufgabe bäuerlicher Kleinbetriebe ist die Bevölkerung – hauptsächlich durch Zuwanderung – seit den 2000er Jahren deutlich angestiegen.

## Sehenswürdigkeiten
- Johannes-der-Täufer-Kirche (Iglesia de San Juan Bautista)
- Rathaus

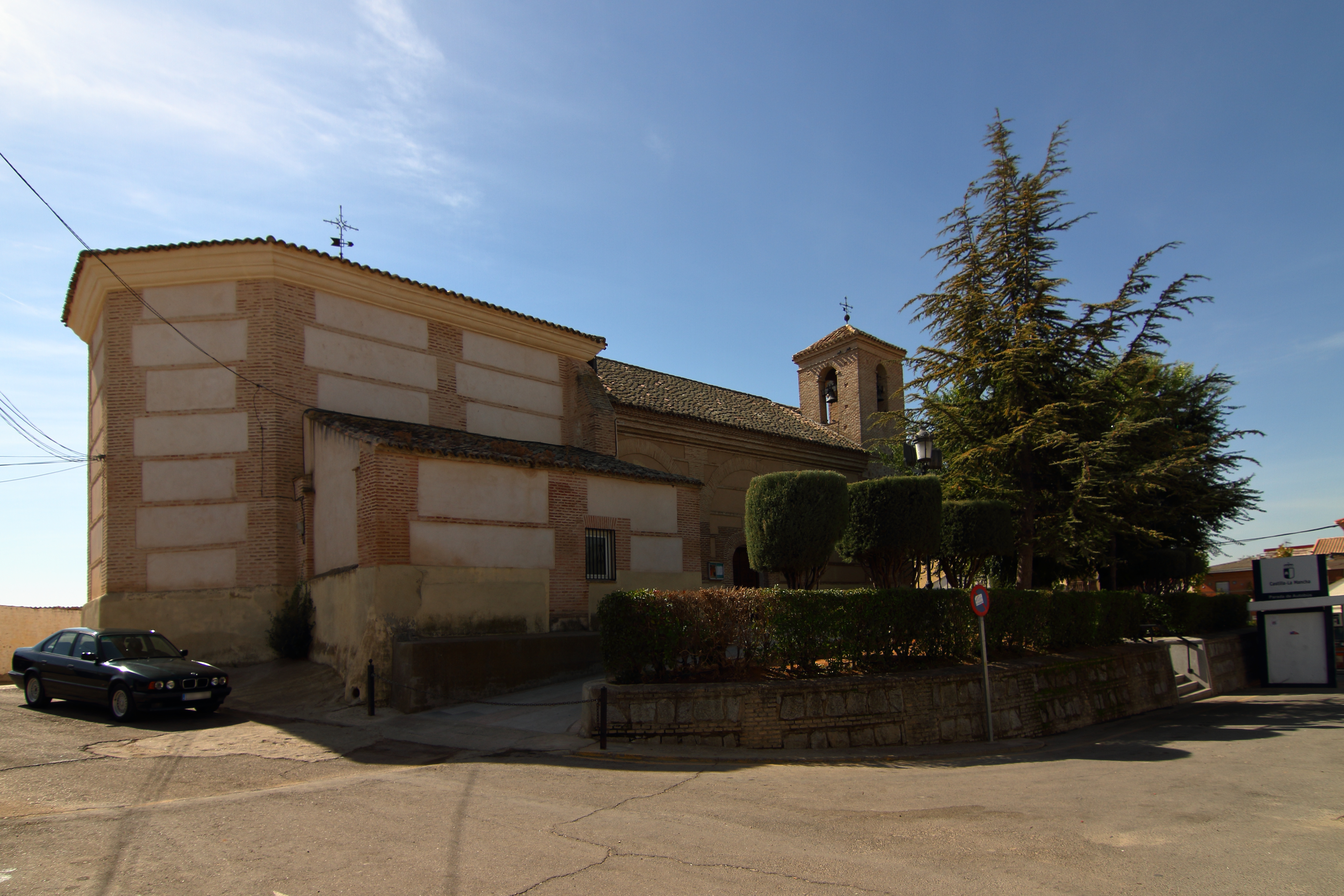
Johannes-der-Täufer-Kirche
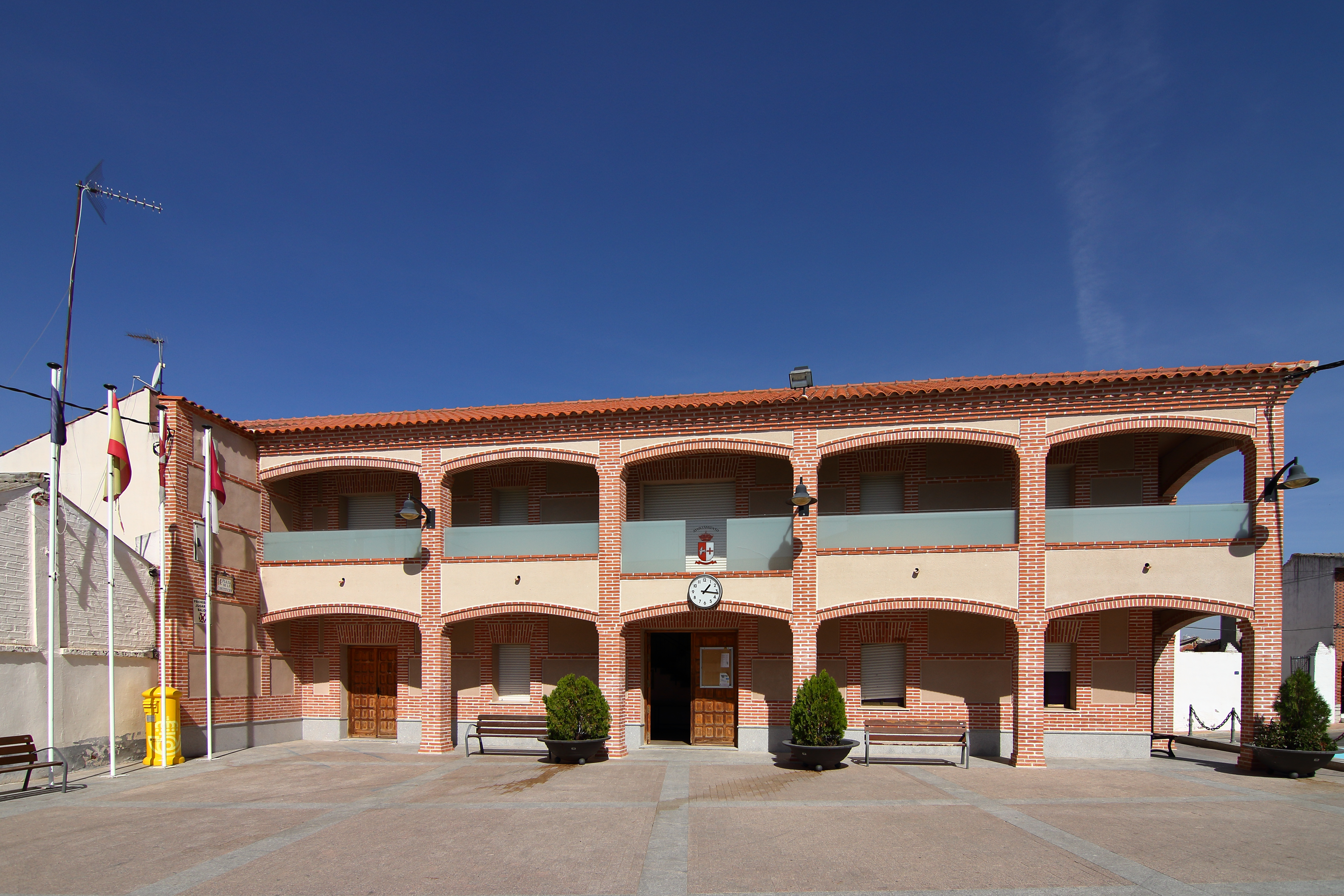
Rathaus